# Capivari do Sul
Capivari do Sul is een gemeente in de Braziliaanse deelstaat Rio Grande do Sul. De gemeente telt 3.528 inwoners (schatting 2009).

## Verkeer en vervoer
De plaats ligt aan de noord-zuidlopende weg BR-101 tussen Touros en São José do Norte. Daarnaast ligt ze aan de weg RS-040.

## Galerij

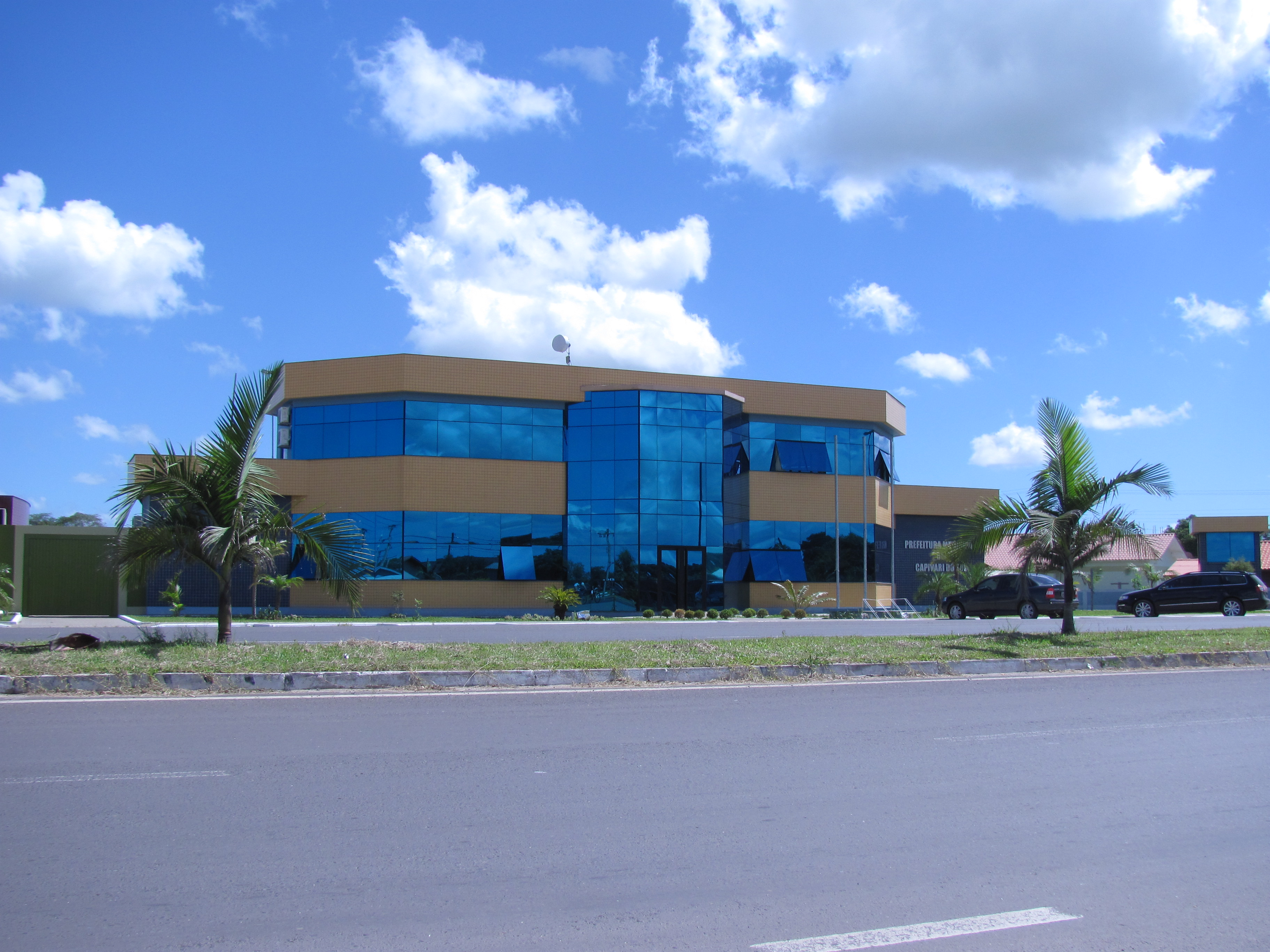
Prefeitura (gemeentehuis) van Capivari
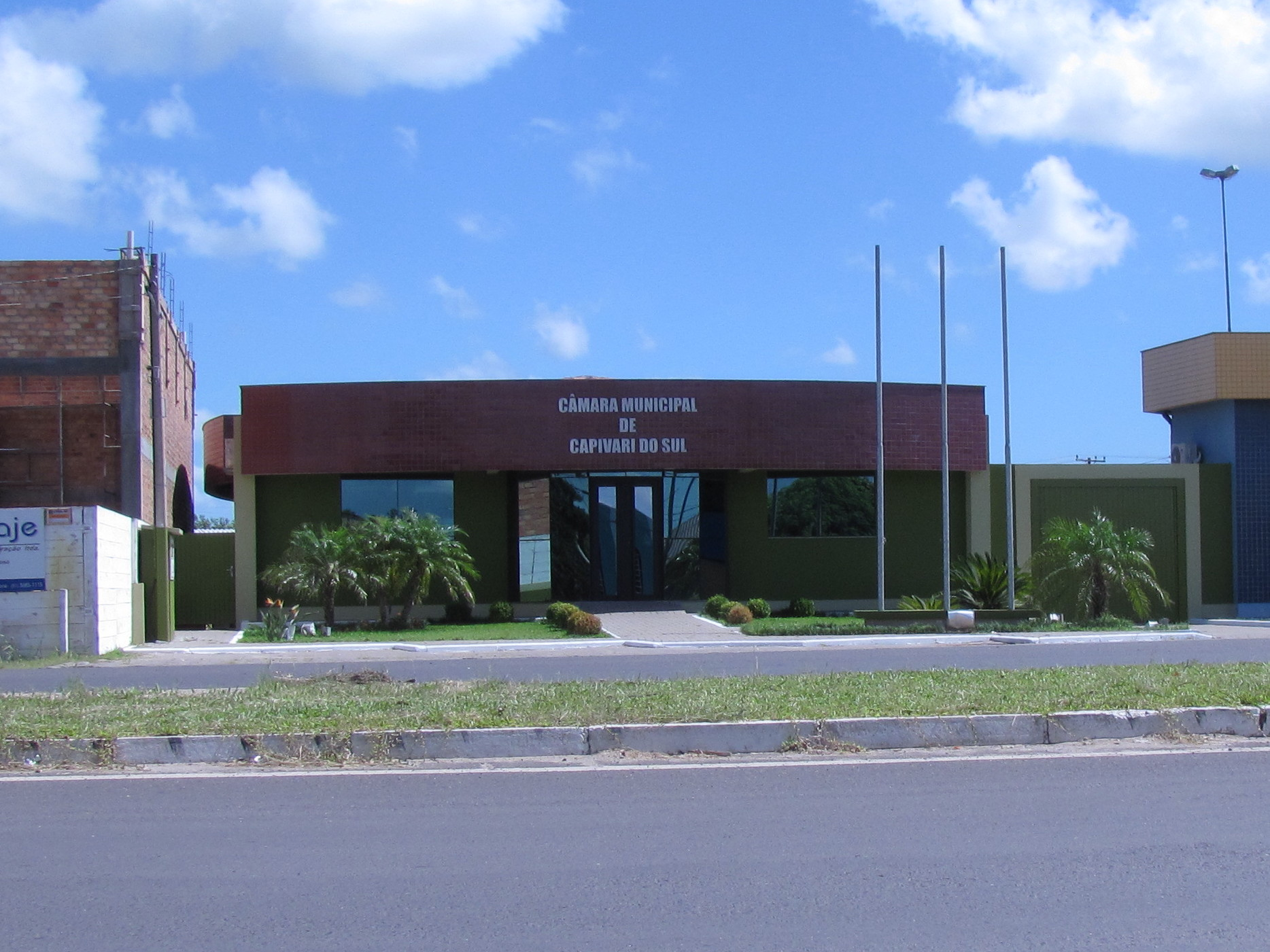
Câmera Municipal